# 阿比·考德威尔
阿比·考德威尔（英語：Abbey Caldwell，2001年7月3日—），澳大利亚女子田径运动员，主攻中长跑。她曾代表澳大利亚参加2022年英联邦运动会田径比赛，获得女子1500米铜牌。